# Strongylopsis abdominalis
Strongylopsis abdominalis är en stekelart som beskrevs av Dmitriy R. Kasparyan 1974. Strongylopsis abdominalis ingår i släktet Strongylopsis och familjen brokparasitsteklar. Inga underarter finns listade i Catalogue of Life.